# Dupionseide

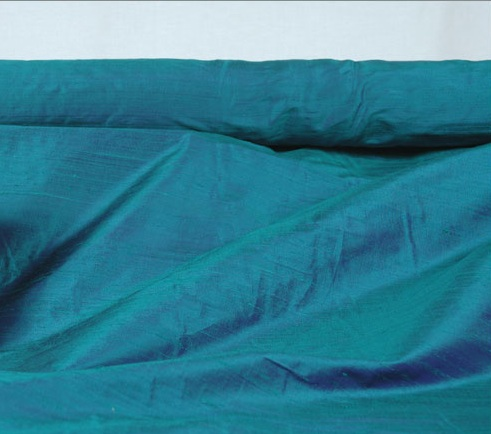
Dupionseide

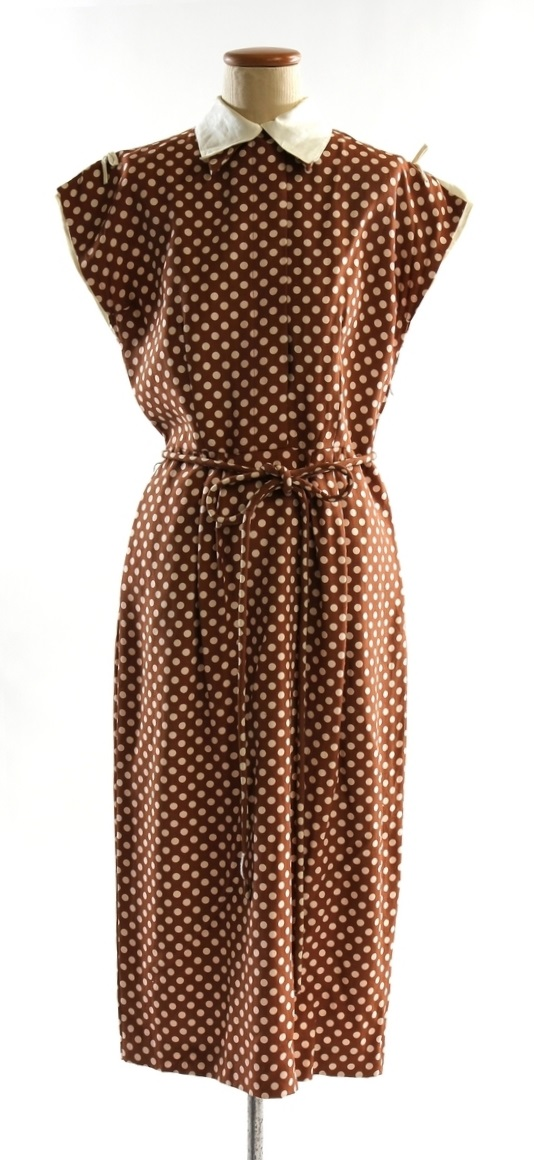
Dupionkleid aus Schweden (1950er-Jahre)

Dupionseide, im Warenlexikon von 1814 wird diese Warenart Doupions genannt. Sie gehört zu den Maulbeerseiden und weist eine etwas unregelmäßige Struktur auf. Die Bezeichnung „Dupion“ leitet sich vom italienischen duplicato ab und bezieht sich darauf, dass das Seidengarn aus den Kokons von zwei Seidenraupen gehaspelt wird, die sich zusammen verpuppt haben. Dupionseide wird hauptsächlich in Indien produziert. Das Gewebe nimmt Textilfarbstoffe sehr gut auf und erreicht intensive Färbungen. Es wird daher gerne für die Abendgarderobe (etwa Kleider, Schals, Taschen) oder für den Bereich Heimtextilien genutzt (etwa Kissen, Vorhänge).

## Eigenschaften

### Gewinnung
Das Garn der Dupionseide stammt von einer der folgenden Möglichkeiten:
- Doppel-Kokons (Doppelkokons: 2 Raupen in einem Kokon)
- einer Mischung von Doppel-Kokons und Einzel-Kokons
- Einzel-Kokons, die so abgehaspelt werden, dass sie dem Aussehen der Dupionseide entsprechen

Die Stärke der Seidenfäden ist abhängig von der Güte der Seide. So findet sich Dupionseide in den Stärken von 100/120 bis 200/250 Denier, aber auch feinere Arten.

### Weben
Dupionstoffe bestehen, meist in Leinenbindung, üblicherweise in der Kette aus Rohseide und im Schuss aus der Dupionseide. Dabei wird die Dupionseide im Schuss doppellagig mit einer leichten Drehung verwebt. Die Nutzung von vierlagigen Dupionfäden ist eher selten und nur für schwere Stoffe geeignet.

### Qualitäten
Qualitätskriterien für gute Dupionseiden sind:
- Farbe: Die genutzten Farben sollten keine toxischen Inhalte enthalten.
- Fehler: Gerissene Fäden oder zu dicke Knoten deuten auf schlechte Maschinen hin.
- Struktur: Die Fäden sollten keine Wellen schlagen. Das ist insbesondere bei Stoffen zu sehen, bei denen an Material gespart wurde, so dass sich bisweilen Garnlücken (im Schuss) ergeben.
- Gewicht: Die Seide sollte mindestens 75 Gramm pro Quadratmeter wiegen.[2]